# 200 (rockgruppe)
200 (udtales Tveyhundrad) er et færøsk punk/rockband, der med skarp satirisk tunge agiterer for, at Færøerne skal løsrive sig fra Danmarks fangarme. På modersmålet vel at mærke.
200 blev dannet i 1996 i forbindelse med, at gruppen blev tilbudt at lave et nummer til kompilationen Rock í Føroyum 2. De tre medlemmer Niels, Uni og Mikael var dog på dette tidspunkt hovedsagelig okkuperet i gruppen Mold, så 200 lå temmelig stille frem til omkring 2000, hvor Mold gik i opløsning.
Så blev der omsider frigivet tid til 200, hvis ypperste formål var at vise, at man godt kunne lave alternativ rock på færøsk. Beviset på det kunne ses i 2001, hvor albummet '200%' udkom til stor begejstring for de lokale musikanmeldere.
I 2005 udgav gruppen albummet Viva La Republica, der viste en mere bidsk og satirisk side af gruppen, der nu – med glimt i øjet – agiterede for løsrivelse fra Danmark. Henover hæsblæsende punkrytmer.

## Diskografi

### Albums
- 2001: 200%
- 2005: Viva La Republica
- 2006: Graceland
- 2008: Decibel - Live at Roskilde festival 2006
- 2009: Stokkhólmssyndromið
- 2012: VENDETTA